# The Originals – A sötétség kora
A The Originals – A sötétség kora (eredeti cím: The Originals) egy amerikai televíziós sorozat, amelyet a The CW kezdett el adni a  2013–14-es amerikai televíziós szezon alatt, és ez a spin-off-ja a Vámpírnaplóknak.
2014. február 13-án a The CW berendelte a sorozatot egy második évadot. 
2015. január 11-én a The CW berendelte a harmadik évadot.
2016. március 11-én a The CW berendelte a negyedik évadot is, ami 13 részből fog állni.

## Áttekintés
A The Originals a Vámpírnaplók spin-offja, melynek középpontjában a Mikaelson testvérek, Klaus (Joseph Morgan), Elijah (Daniel Gillies) és Rebekah (Claire Holt) állnak. A pilotból, amit 2013. április 25-én adtak, kiderült, hogy a vérfarkas Hayley (Phoebe Tonkin) terhes Klaus gyerekével. A sorozat azzal kezdődött hogy az ősi testvérek visszatértek a városba, New Orleansba 1919 óta először. Régebben teljes egészében ők uralták a várost, de kénytelenek voltak elmenekülni a bosszúálló apjuk miatt. Mivel elmenekültek, Klaus pártfogoltja; Marcel (Charles Michael Davis) átvette a várost. Klaus elhatározta, hogy le kell váltania Marcelt, és visszaszereznie a várost, ahogy egykor ,,király” volt. Amíg ez nem történik meg, küzdeniük kell a vámpírokkal, vérfarkasokkal és boszorkányokkal.

## Szereplők
| Színész               | Szereplő          | Évad           | Évad              | Évad              | Évad              | Évad              |
| Színész               | Szereplő          | 1              | 2                 | 3                 | 4                 | 5                 |
| --------------------- | ----------------- | -------------- | ----------------- | ----------------- | ----------------- | ----------------- |
| Joseph Morgan         | Niklaus Mikaelson | Főszereplő     | Főszereplő        | Főszereplő        | Főszereplő        | Főszereplő        |
| Daniel Gillies        | Elijah Mikaelson  | Főszereplő     | Főszereplő        | Főszereplő        | Főszereplő        | Főszereplő        |
| Claire Holt           | Rebekah Mikaelson | Főszereplő     | Különleges vendég | Különleges vendég | Különleges vendég | Különleges vendég |
| Phoebe Tonkin         | Hayley Marshall   | Főszereplő     | Főszereplő        | Főszereplő        | Főszereplő        | Főszereplő        |
| Charles Michael Davis | Marcellus Gerard  | Főszereplő     | Főszereplő        | Főszereplő        | Főszereplő        | Főszereplő        |
| Danielle Campbell     | Davina Claire     | Főszereplő     | Főszereplő        | Főszereplő        | Főszereplő        | Különleges vendég |
| Yusuf Gatewood        | Vincent Griffith  | Vendégszereplő | Főszereplő        | Főszereplő        | Főszereplő        | Főszereplő        |
| Riley Voelkel         | Freya Mikaelson   |                | Visszatérő        | Főszereplő        | Főszereplő        | Főszereplő        |
| Nathaniel Buzolic     | Kol Mikaelson     |                | Főszereplő        | Főszereplő        | Főszereplő        | Főszereplő        |
| Danielle Rose Russell | Hope Mikaelson    |                |                   |                   | Főszereplő        | Főszereplő        |
| Leah Pipes            | Camille O'Connell | Főszereplő     | Főszereplő        | Főszereplő        |                   |                   |
| Daniella Pineda       | Sophie Deveraux   | Főszereplő     |                   |                   |                   |                   |

## Gyártása és fejlesztése
2013. január 11-én bejelentették, hogy leadják a pilotot, ami a The Originals-ról szól, főszerepben Joseph Morgannel (Klaus). A The Originals-t berendelték egy teljes sorozatra. Ez a második spin-off terv, amit ezúttal Julie Plec fejleszt. A The Originals-t hivatalosan a The CW rendelte be.
Egy március rész után Claire Holt elhagyta a stábot. Holt kijelentette, hogy vissza fog térni a sorozatba, de számára az a legfontosabb, hogy több időt tölthessen a családjával.

## Sorozat áttekintése
| Évadok | Évadok | Epizódok száma | Eredeti sugárzás  | Eredeti sugárzás   | Eredeti adó       | Magyar sugárzás   | Magyar sugárzás   | Magyar adó |
| Évadok | Évadok | Epizódok száma | Évadpremier       | Évadfinálé         | Eredeti adó       | Évadpremier       | Évadfinálé        | Magyar adó |
| ------ | ------ | -------------- | ----------------- | ------------------ | ----------------- | ----------------- | ----------------- | ---------- |
|        | 1      | 22             | 2013. október 3.  | 2014. május 13.    |                   | 2017. február 7.  | 2017. március 28. |            |
|        | 2      | 22             | 2014. október 6.  | 2015. május 11.    | 2017. március 29. | 2017. június 7.   |                   |            |
|        | 3      | 22             | 2015. október 8.  | 2016. május 20.    | 2017. június 13.  | 2017. október 31. |                   |            |
|        | 4      | 13             | 2017. március 17. | 2017. május 23.    | 2022. április 29. | 2022. április 29. |                   |            |
|        | 5      | 13             | 2018. április 18. | 2018. augusztus 1. | 2022. április 29. | 2022. április 29. |                   |            |

## Díjátadók és jelölések
| Év   | Díjátadó                                    | Kategória                                                                              | Jelölés(ek)                         | Eredmény |
| ---- | ------------------------------------------- | -------------------------------------------------------------------------------------- | ----------------------------------- | -------- |
| 2014 | People's Choice Awards                      | Kedvenc új TV dráma                                                                    | The Originals                       | Jelölve  |
| 2014 | People's Choice Awards                      | Kedvenc színész egy új sorozatban                                                      | Joseph Morgan                       | Elnyerte |
| 2014 | Teen Choice Awards                          | Choice TV színész: Sci-Fi/Fantasy                                                      | Joseph Morgan                       | Jelölve  |
| 2014 | Teen Choice Awards                          | Choice TV színésznő: Sci-Fi/Fantasy                                                    | Claire Holt                         | Jelölve  |
| 2014 | Emmy-díj                                    | Kiemelkedő hajviselet egy egykamerás sorozatért                                        | Colleen Labaff és Kimberley Spiteri | Jelölve  |
| 2015 | Teen Choice Awards                          | Choice TV színész Fantasy/Sci-Fi kategóriában                                          | Joseph Morgan                       | Jelölve  |
| 2016 | Teen Choice Awards                          | Choice TV Liplock                                                                      | Joseph Morgan és Leah Pipes         | Jelölve  |
| 2016 | Teen Choice Awards                          | Choice TV színész Fantasy/Sci-Fi kategóriában                                          | Joseph Morgan                       | Jelölve  |
| 2017 | Teen Choice Awards                          | Choice TV színész Fantasy/Sci-Fi kategóriában                                          | Joseph Morgan                       | Jelölve  |
| 2018 | American Society of Cinematographers Awards | Kiemelkedő eredmény az operatőröknél a kereskedelmi televíziók rendszeres sorozataiban | Kurt Jones                          | Jelölve  |
| 2018 | People's Choice Awards                      | Sci-Fi/Fantasy Show                                                                    | The Originals – A sötétség kora     | Jelölve  |
| 2018 | Teen Choice Awards                          | Choice TV sorozat: Sci-Fi/Fantasy                                                      | The Originals – A sötétség kora     | Jelölve  |
| 2018 | Teen Choice Awards                          | Choice TV színész: Sci-Fi/Fantasy                                                      | Joseph Morgan                       | Jelölve  |

## The Originals: The Awakening
A The Originals: The Awakening egy websorozat. A sorozat Klaus Mikaelsonról és a testvéreivel való kapcsolatáról szól. Visszatekintünk 1914-be, ahol Klausnak az a feladata, hogy szövetséget kössön a francia negyed boszorkányaival. Az Awakening válaszokat ad néhány kérdésre Klaus múltjából, többek között az eredetiek családjukkal való rivalizálásukkal és az egyedi háttértörténetükkel kapcsolatban. Minden rész körülbelül két perc hosszúságú.